# Théodore Kœnig
Théodore Kœnig (Luik, 7 april 1922 - Parijs, 26 april 1997) was een Belgische surrealistische schrijver, dichter, keramist en collagekunstenaar. 
Théodore Kœnig werd in Luik geboren als zoon van een Duitse vader en een Nederlandse moeder. Hij volgde een opleiding chemie en was aanvankelijk actief als chemicus. Van jongs af aan was hij reeds geïnteresseerd in kunst en literatuur en begon al vlug met schrijven. Zijn chemische opleiding komt duidelijk naar voor in zijn werk als een mix van afzonderlijke elementen, waardoor de werken collages worden en de gedichten op het eerste zicht zinloos zijn, maar achteraf toch een duidelijke samenhang blijken te hebben.
Hij werd aangetrokken door het surrealisme en maakte kennis met surrealisten als Marcel Lecomte, Paul Colinet, Marcel Mariën en Christian Dotremont. Samen met Dotremont sluit hij zich aan bij de CoBrA. Eind jaren 1940 tot in de jaren '50 reisde hij tussen België, de Verenigde Staten en Canada en was correspondent in Montreal voor de CoBrA-groep en voor andere avant-garde tijdschriften.
In 1953 was hij samen met Joseph Noiret en Marcel Havrenne medeoprichter van het tijdschrift Phantomas te stichten, een verbinding tussen poëzie en schilderkunst van de kunstenaarsbewegingen Dadaisme, CoBrA en het surrealisme, tussen België en Italië.Bij dit tijdschrift voegden zich vlug andere dichters en kunstenaars zoals de gebroeders Piqueray, André Blavier en Christian Dotremont. Het tijdschrift was een revolutionair laboratorium op het vlak van literatuur. Koenig publiceerde er bijzonder veel niet-classificeerbare teksten met een woordenschat ontleend aan Arthur Rimbaud, Tristan Tzara, Raymond Queneau en Jean Tardieu. Hij verzon zelf woorden of gebruikte bestaande woorden in een ongebruikelijke context, die via een verwarrende uitspraak resulteerden in vrolijke absurde aforismen, een satire over de bekrompenheid in de wereld. Hieruit bleek duidelijk dat Théodore Kœnig anarchistisch ingesteld was.
In de tweede helft van de jaren vijftig verbleef hij met zijn echtgenote in in Albisola en ontmoette daar de keramiekkunstenaar en -producent  Tullio Mazzotti die hem en zijn echtgenote keramiek leerde maken in zijn fabriek "Fabbrica Casa Museo G. Mazzotti 1903".
In 1968 ging hij met zijn echtgenote Marion in Italië wonen, in Calice Ligure , waar ook een vriend van hem, de Belgische dichter en schilder Jean Raine, woonde. Ook de kunstenaar Emilio Scanavino, één van de belangrijkste vertegenwoordigers van de informele kunst, woonde daar. Scanavino trok verschillende kunstenaars, kunstcritici en galerijhouders aan in Calice. Hierdoor kwam Calice Ligure in concurrentie met Albisola en werd het het nieuwe centrum van de avant-garde. In 1969 leidde dit tot het ontstaan van de artistieke artiestencoöperatie "CopArt" , met de Galleria Il Punto in Calice als artistiek centrum. In het Remo Pastori Civic Museum voor Moderne Kunst worden veel kunstwerken uit die tijd bewaard.
Koenig zette zijn schrijverswerk en zijn activiteit als collagemaker voort tot het einde van zijn leven. Hij pendelde tussen Frankrijk en Italië.
Theodore Koenig overleed op 26 april 1997 in Parijs. Zijn as is bijgezet in een graf op de begraafplaats Père Lachaise in Parijs

## Werken(selectie)[3][6]
- Décante, Montréal, Ed. Erta, 1950.
- Clef Neuves, Montréal, Ed. Erta, 1950.
- Le poème mobile, Erta, Montréal, 1950. Met Roland Giguère.
- Acrocités antiques, Les Écrivains Réunis Armand Henneuse (1954)
- Le jardin zoologique écrit en mer, gedichten, tekeningen van Conrad Tremblay, Montréal, Ed. Erta (1954)
- La langue d’Éole, met tekeningen van Aubin Pasque (1955)
- Les pains d’Asopies, Bruxelles, Georges Houyoux, 1955.
- Secsa, Paris, Collège de Pataphisique, 1956.
- Dix manières dans l’art de considérer la vache, Bruxelles, Bibliothèque Phantomas, 1959.
- Féronie; grafiek van Armand Silvestre, (1960)
- Agronomie et fausses réalités, Jean Raine en Vincenzo Torcello
- Dix manières dans l'art de considérer les vaches; met een "Sans doute" van Marcel Lecomte; omslag door Gianni Bertini
- Mirabilia, Lyon, Les Écrivains réunis, 1960.
- Journal d’un jour, Bruxelles, Acoustic Phantomas Museum, 1961.
- Antinomies, Bruxelles, chez les auteurs, 1964.
- Par les mains du réveil, Milan, Giorgio Upiglio, 1966.
- Etats d’imagination ou La littérature en pan de chemises, met 6, illustraties van Gianni Bertini Bruxelles, Phantomas (1966)
- Fortuitemeng, La Louvière, Dailly-bul, 1968.
- La métamorose  (1980)
- Gérance d'avril; voorafgegaan door een logoanalyse door  Alain Borer (1980)
- Histoire de la peinture chez Phantomas: jaren 1950/80  (1990)
- L'aphorismose: geïllustreerd met drie originele gravures van  Guido Biasi - Ed.: 1973- rééd.
- La loco-émotive: semantisch œuvre II; tekeningen van Robert Willems (1973)
- Remblées, Paris, Le Cheval d’attaque, 1979.
- La métamorose, Bruxelles, Phantomas 1980.
- Gérance d’avril, Bruxelles, Phantomas 1980.
- Lettres de Raoul Hausmann, Laser edition (1990)
- Analectes, selectie en voorwoord door  Bernard Jourdan; commentaar door Sarenco, Colognola ai Colli (Verona), Rara international, (1990)
- Envols de nuit: vervolg van d'Envols voorwoord door  Serge Brindeau (1991)
- La Différence, collection Littérature, met voorwoord van Stéphan Lévy-Kuentz(1995)